# Terlago
Terlago was een gemeente in de Italiaanse provincie Trente (regio Trentino-Zuid-Tirol) en telt 1571 inwoners (31-12-2004). De oppervlakte bedraagt 37,0 km², de bevolkingsdichtheid is 42 inwoners per km². Op 1 januari 2016 ging de gemeente op in de fusiegemeente Vallelaghi.

## Demografie
Terlago telt ongeveer 645 huishoudens. Het aantal inwoners steeg in de periode 1991-2001 met 7,6% volgens cijfers uit de tienjaarlijkse volkstellingen van ISTAT.
| Jaar | Inwoneraantal |
| ---- | ------------- |
| 1991 | 1352          |
| 2001 | 1455          |

## Geografie
Terlago grenst aan de volgende gemeenten: Fai della Paganella, Molveno, Lavis, Zambana, Andalo, Trento, Vezzano.